# Poortgebouw rooms-katholieke begraafplaats Soest
Het Poortgebouw van de katholiek begraafplaats is een rijksmonument aan de Dalweg in Soest in de provincie Utrecht.
De rooms-katholieke begraafplaats aan de Dalweg kreeg in 1876 een poortgebouw in de nieuwe muur om het kerkhof. Rond 1830 waren dergelijke gebouwen ontstaan. Ze bestonden meest uit een getoogde doorgang met aan de ene kant een dienstwoning en aan de andere kant een baarruimte.
Na 1850 werden poortgebouwen vaak gebouwd in neogotische stijl of invloeden daarvan. In de vleugels van dit poortgebouw waren oorspronkelijk een baarhuisje en een schuur ondergebracht. Toen de begraafplaats werd uitgebreid lag het poortgebouw niet meer in de centrale as van de begraafplaats.
Het gebouw staat aan de oostzijde van de begraafplaats. Het centraal poortgedeelte heeft een spitsboogvormige doorgang die met een eenvoudig spijlenhek kan worden afgesloten. In de linkerzijde van de poort staat een steen met de tekst Eerste steen gelegd door de leden van het R.K. kerkbestuur, W. Steenhof, I. Kok, G. Logtenstein, D. van den Dijssel, W. van Roomen, den X augustus MDCCCLXXVI. Het gewelf van de poort is gemaakt van rode en gele baksteen. In de vleugels zitten muurankers en smalle getoogde vensters op de begane grond. Ook op de verdieping zijn een venster en twee smalle nissen gemetseld. Aan de begraafplaatszijde is op de verdieping een luik zichtbaar. 
De bakstenen muur om de begraafplaats heeft een tandlijst en aan de bovenzijde ezelsruggen. Op vaste afstanden zijn muurdammen aangebracht.